# Pierre Amandry
Pierre Amandry (* 31. Dezember 1912 in Troyes, Département Aube; † 21. Februar 2006 in Paris) war ein französischer Klassischer Archäologe.

## Leben
Nach dem Schulbesuch und der Vorbereitungszeit wurde er 1933 an die École normale supérieure in Paris aufgenommen und studierte dort Klassische Altertumswissenschaft. Nach Beendigung des Studiums wurde er 1937 Mitarbeiter der École Française d’Archéologie d’Athènes, deren Generalsekretär er zwischen 1941 und 1948 war. Während dieser Zeit fand er bei Ausgrabungen in Delphi unter anderem einen Gold- und Elfenbeinschatz.
Im Anschluss an seine Tätigkeit als Generalsekretär der École Française d’Archéologie d’Athènes verfasste er seine Habilitationsschrift mit dem Titel La mantique apollinienne à Delphes. Essai sur le fonctionnement de l’oracle (1950) und demontierte in dieser das romantische Bild von der Befragung der Pythia beim Orakel von Delphi zu Gunsten eines funktionell-prosaischen Orakels. Im Anschluss wurde er 1951 Professor für Archäologie an der Universität Straßburg und lehrte an dieser bis 1969.
Von 1969 bis 1981 war er Direktor der École Française d’Athènes. Während dieser Zeit wurde er 1972 als Nachfolger von Eugène Tisserant Mitglied der Académie des Inscriptions et Belles-Lettres. 1978 wurde er zum korrespondierenden Mitglied der British Academy und 1987 zum assoziierten Mitglied der Königlichen Akademie der Wissenschaften und Schönen Künste von Belgien gewählt.
Für seine Verdienste wurde er mehrfach geehrt und wurde unter anderem Offizier der Ehrenlegion und Kommandeur des Ordre des Palmes Académiques. Daneben war er Offizier des Ordens Georgs I. und des Belgischen Kronenordens.
Sein Sohn ist der Numismatiker Michel Amandry.

## Veröffentlichungen
Neben seiner langjährigen Lehr- und Forschungstätigkeit verfasste er darüber hinaus zahlreiche Bücher und Artikel in Fachzeitschriften, die sich mit den bei den Ausgrabungen in Delphi gefundenen Bauwerken und Tempeln befassen. Zu seinen wichtigsten Veröffentlichungen gehören:
- Fouilles de Delphes. Topographie et architecture. La colonne du Sphinx des Naxiens et le portique des Athéniens. 1953
- Collection Hélène Stathatos. Les bijoux antiques. 1953
- Collection Hélène Stathatos. Objets antiques et byzantins. 1963

Darüber hinaus übersetzte er Ο Χριστός ξανασταυρώνεται von Nikos Kazantzakis in die französische Sprache mit dem Titel Christ recrucifié (1955).